# Jean Labbé
 (septembre 2018).
Pour les personnes ayant le même patronyme, voir Labbé.
Jean Guillaume Labbé, né à Paris le 18 octobre 1912 et décédé à Bordeaux le 14 janvier 1985, est un écrivain et poète français.

## Biographie
Issu par son père Marcel Labbé d’une lignée de grands médecins, il est par sa mère, Marie Reclus, petit-fils du professeur Paul Reclus et petit-neveu du géographe Élisée Reclus.
Après des études secondaires au lycée Henri-IV, il entreprend son cursus universitaire à la Sorbonne, section Lettres. Son goût précoce pour la poésie fit de lui un familier d’Henri de Régnier et un intime de Francis Jammes dont il est devenu l’un des meilleurs spécialistes. Appelé au service militaire le jeune poète se fit marin. Ce fut alors douze mois inoubliables. Il en conserva un si merveilleux souvenir qu’il en fit paraître le récit. De retour, il prépare le concours du Conseil d’État sous la tutelle d’un camarade de scoutisme qui deviendra en 1959 premier ministre de De Gaulle : Michel Debré. La guerre vint mettre fin à ses ambitions.
Mobilisé en 1939, devenu officier interprète et du chiffre, Jean Labbé est envoyé dans les états-majors au Maroc puis à Alger. Il embarque ensuite sur le cuirassé Richelieu qui va le mener au plus près des combats sur mer. D’abord en mer du Nord puis dans l'océan Pacifique où il va tenir un journal. En 1946, en sa qualité de chiffreur-interprète, il va servir dans le cabinet de différents hauts commissaires pour terminer en Indochine dans l’ombre de De Lattre.
Rentré en France en 1954, il se marie avec Marguerite la fille unique de l’académicien Léon Bérard. Son témoin de mariage est le romancier Jean de La Varende qui venait d’apprendre le rejet  de sa candidature à l'Académie française. Devenu professeur de français, au lycée Colbert à Paris, ce passionné d’art et de peinture se fait rapidement remarquer dans les milieux littéraires. Essayiste, mémorialiste, critique il est l’auteur de nombreuses publications dans les revues spécialisées (Nouvelle Revue française, la Revue des deux Mondes, La Table Ronde…).
Profondément attaché à la Marine, l’officier de réserve effectua jusqu’à la limite d’âge de nombreuses périodes à bord des bâtiments de combat. À chacun de ces intermèdes maritimes, l’homme de lettres évoque, dans la Revue des deux Mondes l’atmosphère de la vie navale.
En 1969, le décès de sa mère et des problèmes de santé vont le faire quitter la capitale pour s’installer définitivement dans le Béarn, à sa maison familiale d’Orion.

## Son œuvre
Il n’a pas vingt ans lorsqu’il porte chez l’éditeur un recueil de poèmes qui fut couronné par l’Académie française. Cette distinction fut suivie d’une période féconde. C’est l’hommage au pays aimé, paysages familiers : Orthez, Orion, Castétis, Lendresse, Bétouzet, château de Carresse… En 1930, c’est la rencontre avec la princesse Marthe Bibesco, la muse de Jammes, avec qui Jean Labbé va entretenir une correspondance soutenue. Puis l’académicien Louis Gillet, le philosophe Jean Guitton, le recteur Robert Mallet, et tous les jammistes entrent dans la vie intime du jeune poète.
Vient ensuite l’écrivain critique distingué, deux fois primé par l’Académie française. Le disciple du Cygne d’Orthez  qui cultive également le culte du passé se fait mémorialiste. Il le fait en véritable humaniste doté d’un tempérament de chartiste. Sur le plan régional, sa présence et ses communications à l’Académie de Béarn et des Lettres Pyrénéennes ainsi que la publication de ses nombreuses recherches sur les personnes et les lieux représentent une très précieuse contribution à l’histoire local du Béarn.
En 1969, avec Marguerite Labbé, il est honoré du prix Juteau-Duvigneaux par l'Académie française pour son Édition des Lettres de Marie-Jeanne de Monsabert.

### Poésie
Béarn et dédicaces – Debresse, Paris, 1933. (Prix Antony-Valabrègue de l’Académie française).
Sonates et préludes – Subervie, Rodez, 1984.

### Prose
- Croisières — Charlot, Alger, 1946.
- Correspondance Francis Jammes — Arthur Fontaine, introduction et notes – Gallimard, Paris, 1960. (Prix Saintour de l’Académie française).
- Trop petite pour avoir peur, Sœur Marie de la Trinité, préface du général Monsabert — Lethielleux, 1963. (Couronné par l’Académie française).
- Châteaux et manoirs des Pyrénées-Atlantiques — Nouvelles Éditions latines, Paris 1980.
- Le Champ d’Asphodèles d’Orthez — Marrimpouey, Pau, 1982.
- Mes Grands d’Espagne où le miracle de Carresse — Imprimerie de Navarre, Lons, 1985.